# Томас Каленберг
Томас Каленберг (дан. Thomas Kahlenberg, нар. 20 березня 1983, Відовре) — данський футболіст, що грав на позиції півзахисника, зокрема за клуби «Брондбю», «Осер» та «Вольфсбург», а також національну збірну Данії.

## Клубна кар'єра
Народився 20 березня 1983 року в місті Відовре. Вихованець футбольної школи клубу «Брондбю». Дорослу футбольну кар'єру розпочав 2001 року в основній команді того ж клубу, в якій провів чотири сезони, взявши участь у 97 матчах чемпіонату. Більшість часу, проведеного у складі «Брондбю», був основним гравцем команди.
Своєю грою за цю команду привернув увагу представників тренерського штабу клубу «Осер», до складу якого приєднався 2005 року. Відіграв за команду з Осера наступні чотири сезони своєї ігрової кар'єри. Граючи у складі «Осера» також здебільшого виходив на поле в основному складі команди.
2009 року уклав контракт з німецьким «Вольфсбургом». У його складі не став стабільним гравцем основи, не в останню чергу через травму, отриману невдовзі після переїзду до Німеччини. Частину 2012 року провів в оренді у французькому «Евіані».
2013 року повернувся до «Брондбю», виступами за який за чотири роки і завершив професійну кар'єру.

## Виступи за збірну
2003 року дебютував в офіційних матчах у складі національної збірної Данії. Провів у формі головної команди країни 46 матчів, забивши 5 голів.
У складі збірної був учасником чемпіонату світу 2010 року та чемпіонату Європи 2012 року.

## Титули і досягнення
- Чемпіон Данії (2):

«Брондбю»: 2001-02, 2004-05
- Володар Кубка Данії (2):

«Брондбю»: 2002-03, 2004-05
- Володар Суперкубка Данії (1):

«Брондбю»: 2002